# Аромат (село)
Арома́т (раніше Вітім, крим. Aromat) — село в Україні, у Бахчисарайському районі Автономної Республіки Крим. Підпорядковане Голубинській сільській раді.
Розташоване на півдні району, поблизу злиття річок Кокозка і Бельбек у Бельбекській долині. У селі постійно проживає 295 осіб.. Село зв'язане автобусним сполученням з районним центром. В недалекому минулому до села входили великі плантації троянд колгоспу «Ароматний». Село пов'язане автобусним сполученням з районним центром. Через село проходить автомобільна траса Т 0117 (Ялта—Бахчисарай).

## Географія
На північно-західній околиці села річка Аджи-Су впадає у Бельбек.

## Історія
Ще в XIX столітті в цьому місці, на розвилці між долин, розташовувалися водолікарня Аджи-су і будівля Багатирського волосного правління.
Село було засноване як дослідна станція Всесоюзного науково-дослідного інституту тютюну і махорки (ВНДІТМ) і спочатку називалося Вітім. Пізніше воно дістало нову назву Аромат по тому, що спеціалізувалося на вирощуванні ефіроолійних культур радгоспу «Ароматний», до якого відносилося село.

## Населення
Згідно з переписом УРСР 1989 року чисельність наявного населення села становила 437 осіб, з яких 190 чоловіків та 247 жінок.
За переписом населення України 2001 року в селі мешкало 350 осіб.

### Мова
Розподіл населення за рідною мовою за даними перепису 2001 року:
| Мова              | Відсоток |
| ----------------- | -------- |
| кримськотатарська | 46,78 %  |
| російська         | 44,75 %  |
| українська        | 8,14 %   |
| вірменська        | 0,34 %   |

## Санаторій

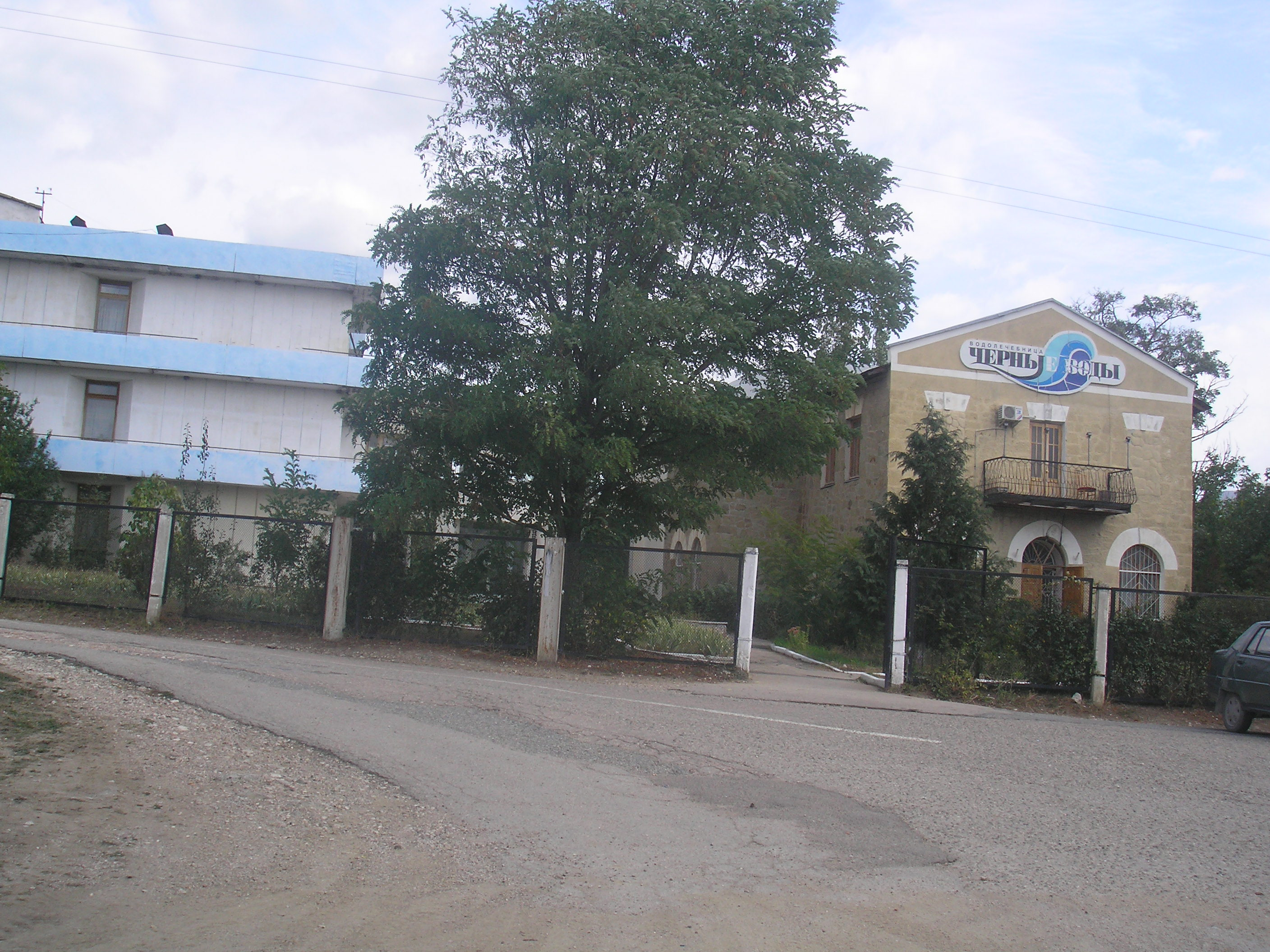
Оздоровниця «Чорні води»

На території села розташована водолікарня «Чорні води» (Аджи-су) — «кримський Баден-Баден» (лікування радоновими ваннами). Наявність в регіоні великої різноманітності мінеральних і термальних джерел, а також унікальні властивості місцевої блакитної глини визначили широку популярність санаторію.